# Seznam uzbeških tenisačev
Seznam uzbeških tenisačev.

## A
- Nigina Abduraimova
- Akgul Amanmuradova

## D
- Faruk Dustov

## E
- Vlada Ekshibarova

## H
- Timur Habibulin

## I
- Denis Istomin

## K
- Aleksandra Kolesničenko

## O
- Oleg Ogorodov

## S
- Gleb Saharov

## Š
- Sabina Šaripova

## T
- Dmitrij Tomaševič
- Iroda Tuljaganova